# Miss Sarajevo

«Пані Сараєво» (Miss Sarajevo) − це єдиний сингл з альбому 1995 року Original Soundtracks 1 групи U2 та Браяна Іно, що вийшов під псевдонімом «Passengers» (Пасажири). Лучано Паваротті брав участь як гостьовий вокал, він виконував для нього оперне соло. 

## Історія
Американський журналіст Білл Картер запропонував Боно ідею зняти документальний фільм про підпільний рух спротиву в Сараєво. Співак вирішив не тільки зайнятися зніманням фільму, але і оплатити цей проєкт. Ось що написав артист у нотатках до саундтреку:
«Глядач може слідкувати за організаторами підпілля у підвалах та тунелях міста, це унікальна можливість побачити життя в умовах сучасної війни, де мирне населення є основною жертвою. Фільм проливає світло на чорний гумор жителів Сараєво, що знаходились в пастці, але не втрачали морального духу і припускає, що сюрреалізм та Дадаїзм є адекватною відповіддю на фанатизм.»
-Боно
Боно зазначив, що слова пісні відображають думки жителів міста того часу. «Міс Сараєво» − це документальний фільм, знятий Біллом Картером про конкурс краси, який проводився під час облоги Сараєва, столиці Боснії і Герцеговини. В конкурсі перемогла 17-літня блондинка на ім'я Інела Ноґіч.
Картер відвідав Сараєво взимку 1993 року як волонтер, тоді він опинився в самому серці конфлікту. Він прожив пів року в офісній будівлі, яка згоріла. Харчувався дитячею їжею, пив воду з річки, весь час займаючись доставленням продуктів та медикаментів тим, хто їх потребував. Картер зв'язався з U2, коли ті проводили тур Zoo TV Tour, в ході якого пояснювали, як страждають прості люди під час війни, і як західні медіа ігнорують людський аспект військових дій.
Гурт провів кілька прямих ефірів за допомогою супутникового зв'язку, під час яких Картер давав місцевим жителям можливість виговоритись. В цей час вони вже півтори року були відрізані від останньої частини Європи і це була єдина можливість, щоб їх почули. Кожен виступ був представлений багатотисячній аудиторії на стадіонах, де виступали музиканти. Включення були досить короткими і ніяк не редагувались перед виходом в ефір.
Картеру відправили його камеру поштою з Каліфорнії, таким чином він зміг записувати все, що відбувалось навколо нього. Основною метою його було показати, як живуть прості люди під час війни. «Війна − це лише фон, вона може бути будь-якою, головне це показати любов до життя, силу сміятись, любити і не опускати рук».
Пісня є протестом проти війни в Боснії, вона сповнена критикою міжнародної спільноти за їхнє небажання її спинити чи допомогти тим, хто постраждав від неї. У кліпі на пісню поєднано документальне знімання Білла Картера, перший запис виступу «Passengers» з піснею 1995 року у виконанні Паваротті та друзів в місті Модена. Відеоряд включає яскраві моменти, наприклад, фото учасниць конкурсу краси, що тримають плакат з написом «Не дозволяйте їм нас вбивати» («DON'T LET THEM KILL US»).
Робота Картера стала однією з двох, що були номіновані на премію Dreamchaser в 1995 році від International Monitor Awards у Вашингтоні. Другий номінант − документальне кіно про Чорнобиль під назвою Чорний вітер, біла земля («Black Wind, White Land»), знятий другом Білла та дружиною Боно Ali Hewson. 

## За кадром
Документальне кіно за авторством Боно та Білла Картера яскраво описує життя мирних жителів під час облоги Сараєво. Цей конфлікт було зумовлено етнічними суперечками, в ньому брали участь сербський та боснійський уряди. Боснія і Герцеговина проголосила свою незалежність від Югославії, у відповідь на це сербська армія оточила столицю країни місто Сараєво. В їхні плани входило включення цих територій як частини підконтрольних територій Республіка Сербська (Republika Srpska).

### Тур гурту U2 під назвою «360°»
Пісня була включена до туру гурту U2 під назвою 360°, вперше в турі була виконана в 2010 році на Олімпійському стадіоні в Турині, Італія. 

## Кліп
Кліп на цю пісню, знятий Морісом Ліннаном, являє собою монтаж з трьох різних подій: конкурсу краси (що описаний в пісні), виступ «Паваротті та друзів» та записів прогулянки вулицями Сараєва, що знаходився в облозі і під бомбардуванням військовими. Відео вийшло на DVD-збірці «Обрані твори 1990—2000» від U2 з коментарями режисера і назвою Missing Sarajevo (гра слів, дослівний переклад − «Сараєво, якого немає»). 
Є також інша версія відео, яка є документальним записом концерту в Модені.